# Александровка (Лубенский район)
Алекса́ндровка (укр. Олекса́ндрівка) — село,
Михновский сельский совет,
Лубенский район,
Полтавская область,
Украина.
Код КОАТУУ — 5322884903. Население по переписи 2001 года составляло 618 человек.

## Географическое положение
Село Александровка находится на правом берегу реки Слепород, которая через 5 км впадает в реку Сула,
выше по течению примыкает село Михновцы,
на противоположном берегу — село Вязовок.

## Экономика
- Молочно-товарная и свинотоварная фермы.

## Объекты социальной сферы
- Школа І ст.
- Клуб.

## Известные жители и уроженцы
- Соломаха, Екатерина Марковна (1920—2003) — Герой Социалистического Труда.
- Знайко, Евдокия Захаровна (1925—1998) — Герой Социалистического Труда.